# Rudobrody (film)
Rudobrody (jap. 赤ひげ Akahige) – japoński film z 1965 roku, w reżyserii Akiry Kurosawy, opowiadający historię lekarza (w tej roli Toshirō Mifune) i jego relacji z młodym praktykantem.
W drugim planie toczy się także historia zaczerpnięta ze Skrzywdzonych i poniżonych Fiodora Dostojewskiego, opowiadająca o młodej dziewczynie uratowanej z domu publicznego.

## Obsada[2]
- Toshirō Mifune – dr Kyojō Niide, „Rudobrody”
- Yūzō Kayama – dr Noboru Yasumoto
- Yoshio Tsuchiya – Mori
- Reiko Dan – Osugi
- Kyōko Kagawa – wariatka
- Tsutomu Yamazaki – Sahachi
- Miyuki Kuwano – Okawa
- Terumi Niki – Otoyo
- Yoko Naito – Masae

## Nagrody
Stowarzyszenie Krytyków Filmowych z Tokio (1966):
- Błękitna Wstęga
  - najlepszy film
  - najlepszy aktor (Toshirō Mifune)
  - najlepsza aktorka drugoplanowa (Terumi Niki)

26. MFF w Wenecji:
- Nagroda Katolickiego Biura Filmowego (OCIC)
- Puchar Volpiego dla najlepszego aktora (Toshirō Mifune)